# Johann Legeay
Johann Legeay est un joueur français de futsal reconverti entraîneur.
Joueur du Kremlin-Bicêtre United, Johann s'y reconverti comme entraîneur où il décroche tout ses titres. Il est deux fois champion de France et remporte à une reprise la Coupe nationale.

## Biographie
Joueur du Kremlin-Bicêtre United en 2004, prend la tête de l'équipe l'année suivante. Il permet au club de remporter le premier titre de champion de France mis en jeu en 2009-2010.
En 2013-2014, Legeay revient sur le banc du KB United.
En 2014, Saïd Meghni, frère du footballeur Mourad, fait venir Johann Legeay en tant qu'entraîneur du Champs Futsal Club durant deux saisons. Johann Legeay permet de hisser l'équipe en Division 2 nationale en 2016.
Pour la saison 2016-2017, il part à l'ACCES FC en Régional 1.
À la rentrée 2017, il remplace de nouveau Saïd Meghni sur le banc campésien contre le souhait de plusieurs joueurs,,. Mais dès décembre 2017, la direction du club met fin aux fonctions de Johann Legeay, avec qui le discours ne passe plus.
Après avoir tenté sa chance dans d’autres clubs français, Johann Legeay revient prendre la tête de l'équipe du KBU en janvier 2018 alors soumise à des problèmes relationnels. Il est remplacé un an plus tard par Fernando Manta Junior.

## Palmarès
- Championnat de France (2)
  - Champion : 2009-2010 et 2017-2018 (KB)

- Coupe de France (1)
  - Vainqueur : 2017-2018 (KB)